# Пламя и кровь (Игра престолов)
«Пламя и кровь» (англ. Fire and Blood) — десятый и финальный эпизод первого сезона фэнтезийного сериала канала HBO «Игра престолов». Премьера состоялась 19 июня 2011 года. Сценарий написали создатели шоу и исполнительные продюсеры Дэвид Бениофф и Д. Б. Уайсс, а режиссёром стал Алан Тейлор.
Название является девизом дома Таргариенов и намекает на последствия событий предыдущего эпизода.

## Сюжет

### На Севере
Оша (Наталия Тена) приносит калеку Брана Старка (Айзек Хэмпстед-Райт) в семейный склеп Старков под Винтерфеллом. Там они сталкиваются с младшим братом Брана Риконом (Арт Паркинсон) и его лютоволком Лохматиком. Обоих братьев постоянно тянуло к склепу после сновидения о смерти их отца Неда (Шон Бин). Когда они выходят из склепа, мейстер Лювин (Дональд Самптер) сообщает Брану о казни его отца.

### В Речных Землях
В военном лагере Старков Кейтилин (Мишель Фэйрли) утешает Робба (Ричард Мэдден), скорбящего о смерти отца. Робб клянётся отомстить Ланнистерам, но Кейтилин напоминает, что сначала они должны спасти Арью (Мэйси Уильямс) и Сансу (Софи Тёрнер). Пока Старки советуются со своими сторонниками, поддерживать им Станниса или Ренли, которые оспаривают претензии Джоффри Баратеона (Джек Глисон) на трон, лорд «Большой Джон» Амбер (Клайв Мэнтл) вместо этого предлагает объявить о независимости Севера. Теон Грейджой (Альфи Аллен) и другие соглашаются, провозглашая Робба «Королём Севера». Позже Кейтилин допрашивает пленного Джейме Ланнистера (Николай Костер-Вальдау), и он признаётся, что столкнул Брана с окна башни, но отказывается называть причину.
В военном лагере Ланнистеров лорд Тайвин Ланнистер (Чарльз Дэнс) и его последователи обсуждают недавние неудачи: они не только проиграли важный бой, но теперь кроме Старков им угрожают и братья Баратеоны. Поскольку приказ его внука казнить Неда Старка разрушил все надежды на заключение мира между Старками и Ланнистерами, Тайвин приказывает своему сыну Тириону (Питер Динклэйдж) идти в Королевскую Гавань вместо него в качестве Десницы короля, чтобы держать Джоффри под контролем. Вопреки запрету отца Тирион берёт проститутку Шаю (Сибель Кекилли) в столицу.

### В Королевской Гавани
Предлагая барду Мариллиону (Эмун Эллиотт) выбор между лишением пальцев или языка, Джоффри приказывает отрезать ему язык за сочинение похабной песни о смерти короля Роберта. Затем Джоффри ведёт Сансу на небольшой деревянный мостик на вершине крепостной стены и заставляет её смотреть на головы её отца и свиты Старков, посаженные на пики. Когда Джоффри рассказывает ей о своих планах добавить в коллекцию голову Робба, Санса говорит, что, возможно, Робб подарит ей голову Джоффри. За эти слова юный король приказывает сиру Мерину Транту (Иэн Битти) дать ей пощёчину. Как только Санса замышляет столкнуть Джоффри с моста, её останавливает Сандор «Пёс» Клиган (Рори Макканн), который вытирает кровь с её рта и говорит, что ради безопасности ей следует подчиняться Джоффри.
Тем временем Арья, спасённая вербовщиком Ночного Дозора Йореном (Фрэнсис Мэджи), принимает облик мальчика Арри, чтобы продолжить путь с Йореном и его новобранцами. К ней пристают два мальчика и пытаются отобрать её меч, Арья угрожает убить их, её выручает подмастерье-оружейник Джендри (Джо Демпси), бастард короля Роберта, который ничего не знает о своей семье. Арья и Джендри уходят с караваном Йорена, направляющемся на Стену.

### На Стене
Джон (Кит Харингтон) пытается дезертировать из Ночного Дозора, чтобы присоединиться к Роббу и отомстить за своего отца, несмотря на мольбу Сэма (Джон Брэдли). Джона догоняют Сэм, Пип (Джозеф Алтин) и Гренн (Марк Стэнли), он велит им уйти, но они убеждают Джона вернуться, прочитав хором клятву Ночного Дозора. На следующее утро лорд-командующий Джиор Мормонт (Джеймс Космо) даёт Джону знать, что он осведомлён о его попытке дезертирства и, тем не менее, приказывает присоединиться к нему в экспедиции за Стену. Мормонт намерен противостоять угрозе со стороны одичалых и Белых ходоков и найти пропавшего Первого разведчика, Бенджена Старка (Джозеф Моул).

### За Узким морем
Проснувшись, Дейенерис Таргариен (Эмилия Кларк) узнаёт от сира Джораха Мормонта (Иэн Глен) о смерти её сына, чья жизнь была использована Мирри (Мия Сотериу) для спасения кхала Дрого (Джейсон Момоа). Дрого впал в бессознательное состояние, из-за чего его покидает большинство сторонников. Дейенерис обвиняет Мирри в обмане, и Мирри признаётся, что стремилась отомстить за уничтожение её деревни и её народа. Не в силах вынести состояние мужа, Дейенерис душит Дрого подушкой.
Дейенерис и её оставшиеся последователи строят погребальный костёр для Дрого, на вершину которого она кладёт драконьи яйца и приказывает сиру Джораху привязать к нему Мирри. Когда костёр загорается, Дейенерис объявляет себя предводительницей нового кхаласара, освобождая из рабства тех, кто останется с ней. Несмотря на волнения Джораха, Дейенерис сама ступает в костёр. На рассвете Джорах и дотракийцы обнаруживают Дейнерис целой и невредимой с тремя вылупившимися драконами. Изумлённые, они склоняются перед Дейенерис, и впервые за много веков слышен драконий крик.

## Производство

### Сценарий
Сценарий эпизода написан шоураннерами Дэвидом Бениоффом и Д. Б. Уайссом. Как и весь сезон, он основан на сюжете «Игры престолов», первого романа из серии «Песнь Льда и Огня» Джорджа Р. Р. Мартина. Эпизод охватывает главы с 66 по 73 (Арья V, Бран VII, Санса VI, Дейенерис IX, Тирион IX, Джон IX, Кейтилин XI и Дейенерис X), а также часть второго романа, «Битва королей»: Арья I (глава 2) и частично Кейтилин VII (глава 55). Сцены, написанные специально для сериала, — получение Кейтилин и Роббом письма о смерти Эддарда, раскрытие отношений между Серсеей и Ланселем Ланнистерами, взаимодействие между великим мейстером Пицелем, проституткой Рос, Варисом и Мизинцем.

## Реакция

### Рейтинги
Премьера эпизода состоялась на канале HBO в США и Канаде 19 июня 2011 года. Эпизод собрал наибольшую аудиторию в сезоне — его посмотрело 3.041 миллионов зрителей. После повтора эпизод собрал в целом 3.9 миллионов зрителей.

### Реакция критиков
«Пламя и кровь» получил положительные отзывы и большую похвалу от критиков за заключительную сцену.
Мэтт Фоулер из IGN написал, что «„Пламя и кровь“ не был откровенно мощным рыком, но фанаты книг определённо оценят маленькие части второй книги, „Битвы королей“, включенные, чтобы заложить основу второго сезона на следующий год». Он оценил эпизод на 8.5 баллов из 10. Тодд Вандерверфф из A.V. Club дал эпизоду «A-».

### Награды
«Пламя и кровь» был номинирован на премию «Эмми» за лучшие визуальные эффекты в сериале.

#### Награды и номинации
| Год  | Премия                                  | Категория                                                        | Номинант(ы) | Результат | Прим. |
| ---- | --------------------------------------- | ---------------------------------------------------------------- | --- | --------- | ----- |
| 2011 | 63-я церемония творческой премии «Эмми» | Лучшие визуальные эффекты                                        | Рафаэль Моран, Адам МакИннес, Грэм Хиллс, Люси Эйнсуорт-Тейлор, Стюарт Брисдон, Дамьен Масе, Генри Бэджетт и Анджела Барсон | Номинация | [ 7 ] |
| 2012 | Visual Effects Society                  | Лучший анимационный персонаж в рекламе или вещательной программе | Генри Бэджетт, Марк Браун, Рафаэль Моран и Джеймс Саттон                                                                    | Номинация | [ 8 ] |